# アウロス

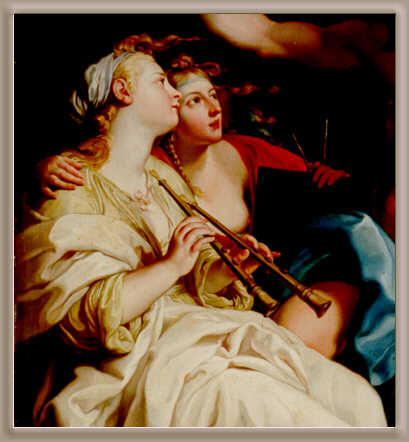
アウロスを持つエウテルペー（ムーサの一柱）

アウロス (英語:aulos) は古代ギリシアの二本管、主にダブルリードの木管楽器である。

## ギリシア社会でのアウロス
しばしばフルートと誤訳される。考古学的にはクラリネットのようなシングルリードのものも見つかっているが、通常はオーボエのようなダブルリードの楽器である。共鳴管が根元から二本に分かれ、左右の手でそれぞれ操作する。
貴族なら誰でも趣味として嗜んだリラ（竪琴）とは異なり、アウロスは主に職業演奏者のもので、彼等はしばしば奴隷であった。ギリシアの宴会には女性アウロス演奏者がつきもので、アウロス演奏者は男女とわず売春夫／婦兼業であることがしばしばであった。
アウロスはギリシアの様々な行事の中で演奏された。例えば、生贄を捧げる場面、劇はおろかレスリングの試合、幅跳び、円盤投げ、トライリーム（en:trireme、三橈漕船）での水夫の踊り等が挙げられる。プラトーンはアウロスを、エクスタシーを旨とするカルト、ディオニューソスやコリュバンテス(en:Korybantes)（プリュギアのキュベレー神信仰での踊り手）と関連づけている。プラトーンは『共和制』ではアウロスを禁止したが、晩年の『法律』ではこれを再び許した。

## ギリシア神話でのアウロス

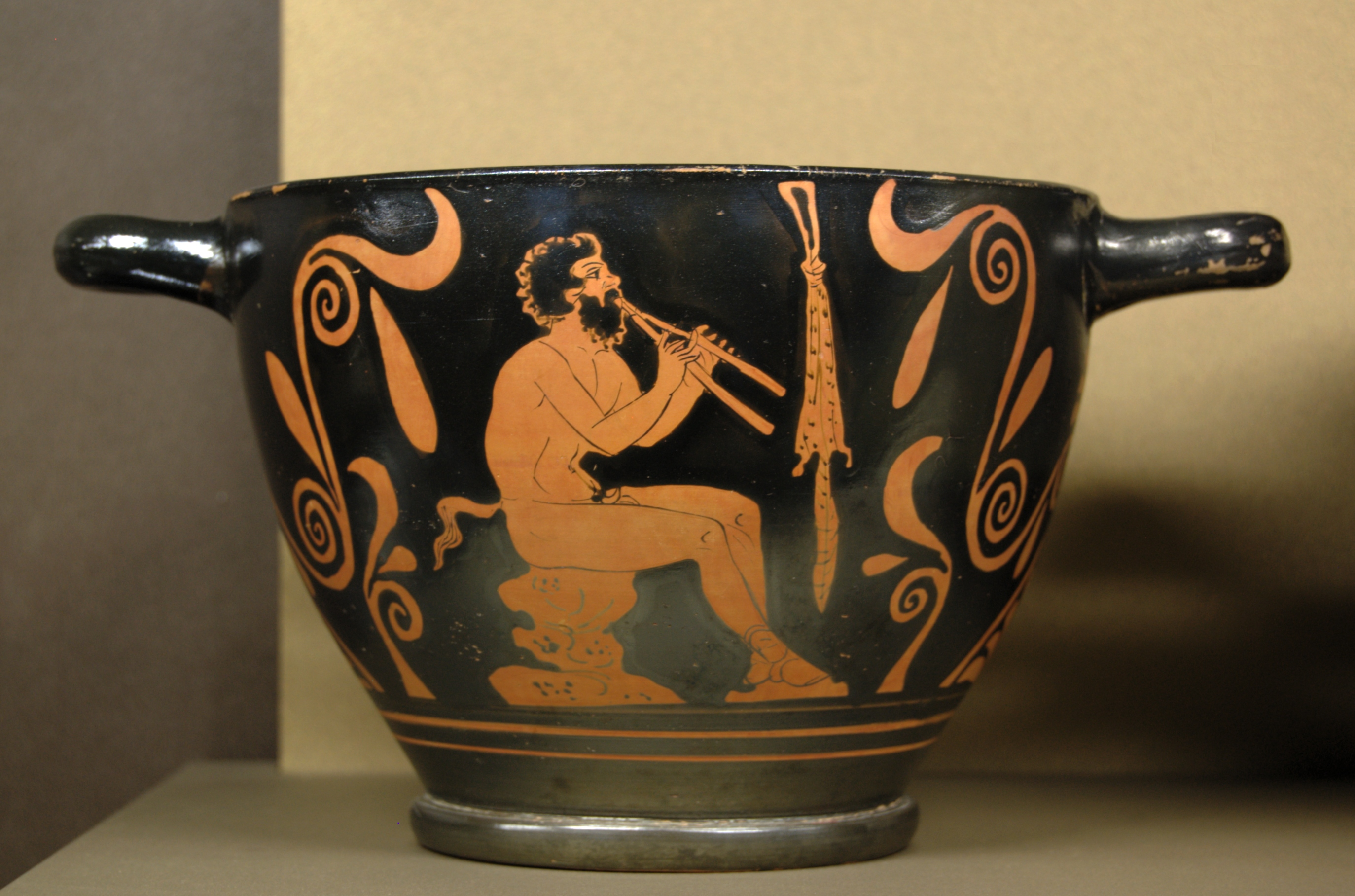
アウロスを吹くサテュロス（ルーヴル美術館）

神話では、サテュロスのひとりマルシュアース('papa selenus')がこの楽器を発明したとされている。または、アテーナーが作ったものの、演奏時に頬が膨れ美貌が台無しになるとして投げ捨てたものを拾った。いずれにせよ、それを用いてマルシュアースはアポローンと音楽合戦を行い、その勝者は敗者に「思うがままになにをしても構わない」というものだった。マルシュアースは典型的なサテュロスの性として、「なにをしても」というのは性的な事柄に違いないと思った。キタラーを弾くアポローンはアウロスを吹くマルシュアースをくだしたが、サテュロスが不老不死の神ではないのと対照的に、デルポイの純正な神であるアポローンの心は異なった働き方をした。彼は自らの勝利を祝い、敵を木に縛り付けて生きたままその皮を剥ぎ取ったのだ。また、マルシュアースの方が巧かったと判定したミダース王の耳をロバの耳に変えてしまった（→パーン）。マルシュアースの血が小アジアのマルシュアース河を作った。

## 神話の解釈
この説話は傲慢の罪(en:hubris、ヒュブリス)に対する警告である。ここではマルシュアースが神に対抗して勝てるかも知れないと思ったことを指す。この神話は奇異で残忍なものだが、ギリシア文化にあった多くの対立の概念を反映している。ギリシア人はそれをキタラーとアウロスの間に引かれた緊張関係として描いたが、自由と隷属、アマチュアの娯楽と職業、中庸(en:sophrosyne)と過剰、こういったものの間の対立である。19世紀の「古典解釈」を経た結果もある。即ちアポローン対ディオニューソス、又はキタラーで表象される「理性」対アウロスで表象される「狂気」という解釈である。デルポイのアポローン神殿にはディオニューソスの神社もあり、アポローンのマイナデスがアウロスを演奏し、盃を開けている姿がある。一方ディオニューソスはキタラーまたはリラを持って描かれる場合がある。
しかしながら、この対立は主にアテーナイにおけるものであったことに注意しなければならない。アウロス演奏の中心地であったテーバイでは事態は異なっていたことが推察できるかもしれない。スパルタではディオニューソスやキュベレーを信仰するカルトは存在しなかった。そこでは対照的にアウロスは実際に、アポローンと関連づけられ、戦に臨む王と共にあったのである。
大阪音楽大学の淺岡潔は次のように説いている。
古代ギリシアでは器楽曲は発達しなかった。楽器は歌唱の伴奏として用いられるに過ぎなかったため、刺激的な音を出さなかった。楽器の構造も、金属も皮革も用いない単純なものであったため名人芸の余地もなく、従って習得が容易であった。ところが東方よりもたらされた管楽器、殊にアウロスは当時の楽器としては唯一、連続音による滑らかな旋律を演奏することが可能で、当時のギリシアでは極めて刺激的なものであったと思われる。アリストテレスに至っても、従前のリラのような楽器と、アウロスは別物として扱われた。